# 埃奇贝格
埃奇贝格是德国莱茵兰-普法尔茨州的一个市镇。总面积3.45平方公里，总人口653人，其中男性314人，女性339人（2011年12月31日），人口密度189人/平方公里。